# Caragabal
Caragabal är en ort i Australien. Den ligger i kommunen Weddin och delstaten New South Wales, i den sydöstra delen av landet, omkring 320 kilometer väster om delstatshuvudstaden Sydney. Antalet invånare är 199.
Trakten runt Caragabal är nära nog obefolkad, med mindre än två invånare per kvadratkilometer.. Caragabal är det största samhället i trakten.
Trakten runt Caragabal består till största delen av jordbruksmark. Genomsnittlig årsnederbörd är 636 millimeter. Den regnigaste månaden är februari, med i genomsnitt 130 mm nederbörd, och den torraste är oktober, med 16 mm nederbörd.